# Петър Петров (бригаден адмирал)
Вижте пояснителната страница за други личности с името Петър Петров.
 Тази статия е за бригадния адмирал.  За вицеадмирала вижте Петър Петров (вицеадмирал).  
Петър Цветанов Петров е български офицер, бригаден адмирал.

## Биография
Роден е на 2 декември 1948 г. в плевенското село Обнова. През 1971 г. завършва Военноморското училище във Варна със специалност „Корабоводене за ВМС“. Службата си започва като щурман на подводна лодка в Осми отделен дивизион подводни лодки. Между 1971 и 1978 г. преминава през длъжностите командир на минно-торпедна бойна част, помощник-командир и старши помощник-командир на подводница „Победа“ с бордови номер „С-11“. Между 1978 и 1980 г. учи във Военноморската академия в Ленинград. Там завършва специалност „Командно-щабна, оперативно-тактическа“. След завръщането си в България е назначен за командир на подводницата „Слава“ с бордови номер „С-12“. От 1985 до 1988 г. служи в Оперативния отдел на Щаба на Военноморските сили. Между 1988 и 1990 г. е командир на Осми отделен дивизион подводни лодки. След това е помощник началник-щаб на Военноморските сили. През 1994 г. преминава специализиран курс в центъра „Маршал“ в Гармиш Партенкирхен, а през 1998 г. завършва Генерал-щабния факултет на Военната академия в София. На 19 август 1996 г. е освободен от длъжността началник-щаб на Военноморска база – Варна и назначен за изпълняващ за една година длъжността началник на управление „Оперативна подготовка и управление на силите“ в ГЩ на Военноморските сили, считано от 1 септември 1996 г. На 31 юли 1997 г. е освободен от длъжността началник на управление „Оперативна подготовка и управление на силите“, считано от 1 септември 1997 г. От 1 септември 1998 г. е назначен за началник на управление „Подготовка и бойно използване на силите“ в Главния щаб на Военноморските сили. На 3 май 2000 г. е освободен от длъжността началник на управление „Подготовка и бойно използване на силите“ в Главния щаб на Военноморските сили и назначен за заместник-началник на Главния щаб на Военноморските сили по подготовка и бойно използване на силите. На 7 юли 2000 г. е освободен от длъжността заместник-началник на главния щаб на Военноморските сили по подготовка и бойното използване на силите, назначен за заместник-началник на Главния щаб на Военноморските сили по подготовка на силите и удостоен с висше военно звание бригаден адмирал. От 2001 до 2003 г. е член на УС на Асоциацията на възпитаниците на Морското училище. На 5 април 2003 г. е освободен от длъжността заместник-началник на Главния щаб на Военноморските сили по подготовка на силите и от кадрова военна служба. От 2003 до 2010 г. работи в Областната администрация на Варна.
Снет на 2 декември 2011 г. от запас поради навършване на пределната възраст за генерали – 63 г.
Умира на 3 март 2015 г.

## Военни звания
- Лейтенант (1971)
- Бригаден адмирал (7 юли 2000)